# Wyndham Worldwide
Wyndham Worldwide este cel mai mare grup hotelier la nivel internațional, fiind prezent pe șase continente.
În septembrie 2008, grupul avea mai mult de 6.550 de hoteluri și 551.000 de camere în 59 de țări.
Grupul deține brandurile 
Baymont Inn & Suites,
Days Inn,
Hawthorn Suites,
Howard Johnson,
Knights Inn,
Microtel,
Ramada,
Super 8 Motels,
Travelodge,
Wingate Inn,
Wyndham Hotels & Resorts,
Wyndham Grand Collection și
Wyndham Garden Hotels.
Compania este prezentă și în România, prin brandurile Howard Johnson și Ramada.